# Буторлино
Буторлино — деревня в Вязниковском районе Владимирской области России, входит в состав Стёпанцевского сельского поселения.

## География
Деревня расположена на берегу реки Тетрух в 11 км на юго-восток от центра поселения посёлка Стёпанцево и в 34 км на юго-запад от города Вязники.

## История
В конце XIX — начале XX века деревня входила в состав Воскресенской волости Судогодского уезда. В 1859 году в деревне числилось 6 дворов, в 1905 году — 10 дворов. В 1911 году в деревне была открыта Буторлинская льнопрядильно-ткацкая фабрика. В 1924 году в деревне была открыта школа.
С 1929 года деревня являлась центром Буторлинского сельсовета Вязниковского района, в 1935—1963 годах в составе Никологорского района. С 2005 года входит в состав Стёпанцевского сельского поселения.

## Население
| 1859 | 1905 | 1926 | 2002 | 2010 | 2021 |
| ---- | ---- | ---- | ---- | ---- | ---- |
| 44   | ↗84  | ↗208 | ↗523 | ↗531 | ↘430 |

## Инфраструктура
В деревне расположены операционная касса № 93/0141 Сбербанка России, отделение федеральной почтовой связи, участковый пункт полиции

## Экономика
В деревне находится ООО «Буторлинская льнокрутильно-ткацкая фабрика». В данный момент закрыта.